# Rheochorema robustum
Rheochorema robustum is een schietmot uit de familie Hydrobiosidae. De soort komt voor in het Neotropisch gebied.